# Andenne
Andenne (en valón : Andene) es un municipio de la provincia de Namur.
La ciudad de Andenne cubre las secciones de Andenne, Bonneville (Bélgica), Coutisse, Landenne, Maizeret, Namêche, Sclayn, Seilles, Thon-Samson y Vezin.

## Historia

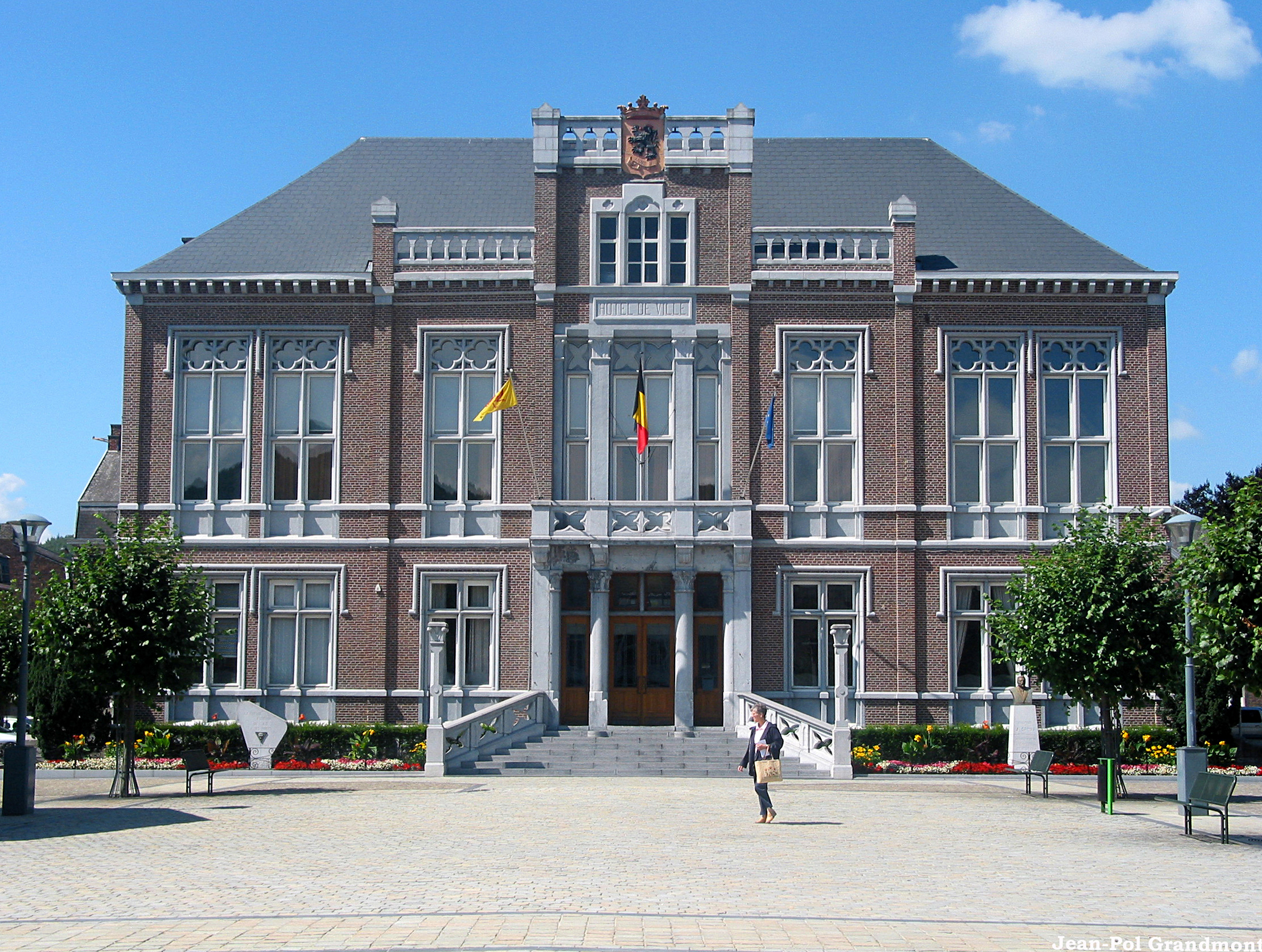
Casa Municipal(1864-1871).

Es en 692, período merovingiano, que la ciudad de Andenne principia su desarrollo gracias a la fundación de un monasterio por Begga, bisabuela de Carlomagno, hermana de Gertrudis de Nivelle, madre de Pipino de Heristal y abuela de Carlos Martel. Aquel héroe de la batalla de Poitiers hubiera nacido en Andenne.
Durante un viaje a Roma, el papa animó a Begga, viuda, de construir un monasterio. La peregrinación a Roma puede ser el origen de establecer en Andenne un santuario con siete capillas. Así nació Andenne, la ciudad de las 7 iglesias. Además Begga fundó un capítulo de canónigas. 
Una leyenda cuenta que Carlos Martel, todavía niño, mató un oso que aterrorizaba la ciudad. Quedó el oso como símbolo de Andenne.
Durante toda la Edad Media, el suelo de Andenne favoreció el arte de la cerámica. Los objetos de tierra cocida fueron exportados más allá de la ciudad. La fabricación de pipas en tierra cocida es del fin del siglo XVIII. 
También la ciudad fue de fama en cerámica fina. Hoy un museo atestigua de esa actividad próspera que llegó por todas partes.
En el siglo XVIII, las siete iglesias fueron destruidas y sus piedras fueron empleadas para construir la Colegiada Santa Begga, un edificio neo-clásico hecho entre 1764 y 1778 por Laurent-Benoît Dewez (1731-1812), el arquitecto oficial de Carlos Alexander de Lorena. La Iglesia Colegiada tiene un museo con piezas de los siglos XVI hasta XIX, textiles de los siglos XVI al XX, antifonarios, biblias y misales, dos manuscritos, esculpturas, piedras de tumbas y una colección de porcelanas religiosas de Andenne ( segunda mitad del siglo XIX).

### La Primera Guerra Mundial
Desde el principio del siglo XVIII, la aldea progresa en población rebasando los 8.000 habitantes antes del primer conflicto mundial.
Andenne es hoy de fama por su Carnaval de los Osos, teniendo lugar cada año en el domingo de Laetare, por sus fiestas de Walonia, por su encuentro de Cerámica y su festival anual de música Rock creado en 1995.
Varias casas así que tres fuentes en cerámica firmadas Arthur Craco hacen de Andenne una ciudad perteneciente al Arte Nuevo.
En 1977, Andenne llega a ser el centro administrativo de una entidad de 24,300 habitantes (cifras de noviembre de 2005).

## Demografía

### Evolución
Todos los datos históricos relativos al actual municipio, el siguiente gráfico refleja su evolución demográfica, incluyendo municipios después de efectuada la fusión el 1 de enero de 1977.
| Gráfica de evolución demográfica de Andenne entre 1846 y 2020 |
|                                                               |

## Galería de fotos

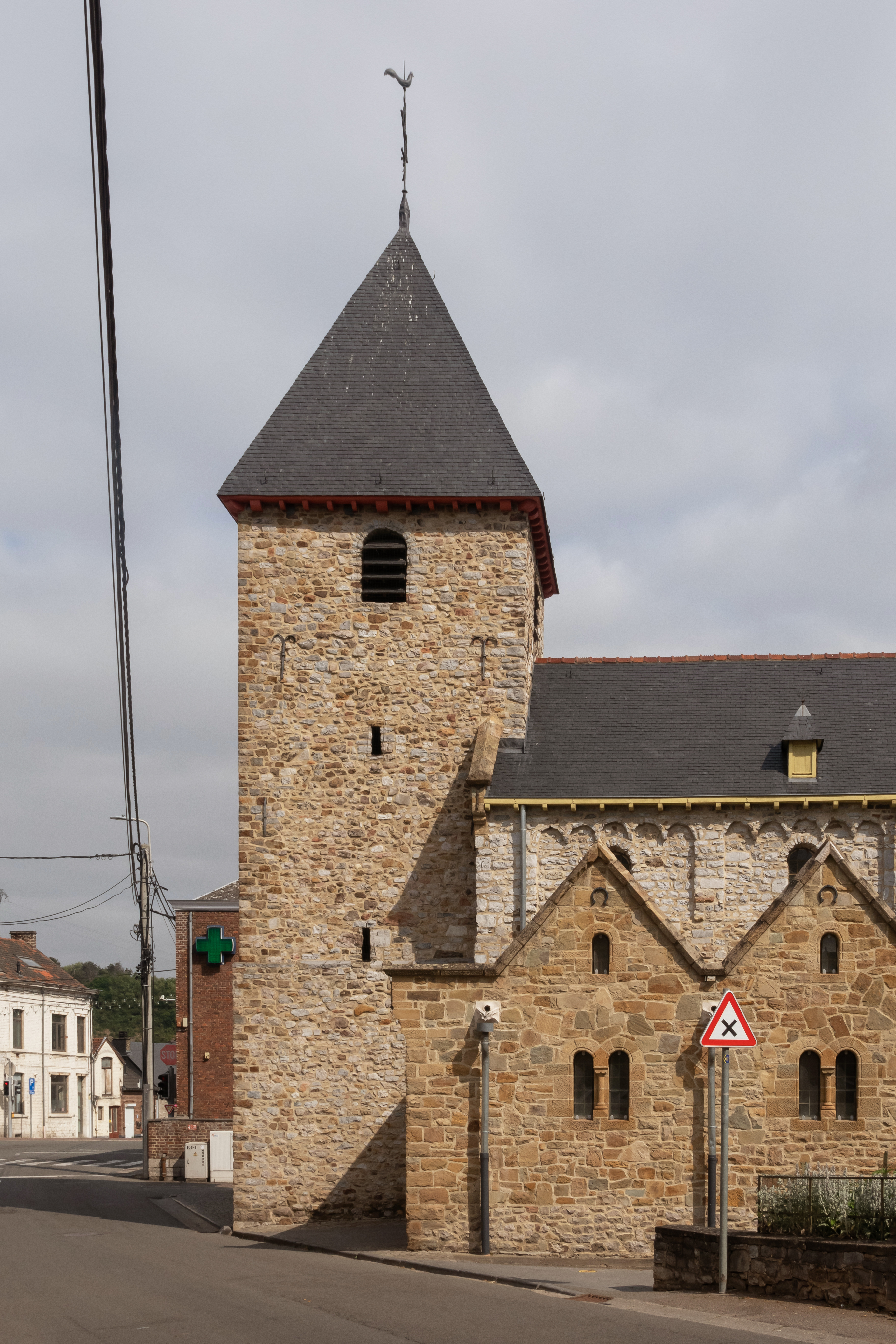
Andenelle, la iglesia: l'église Saint-Pierre
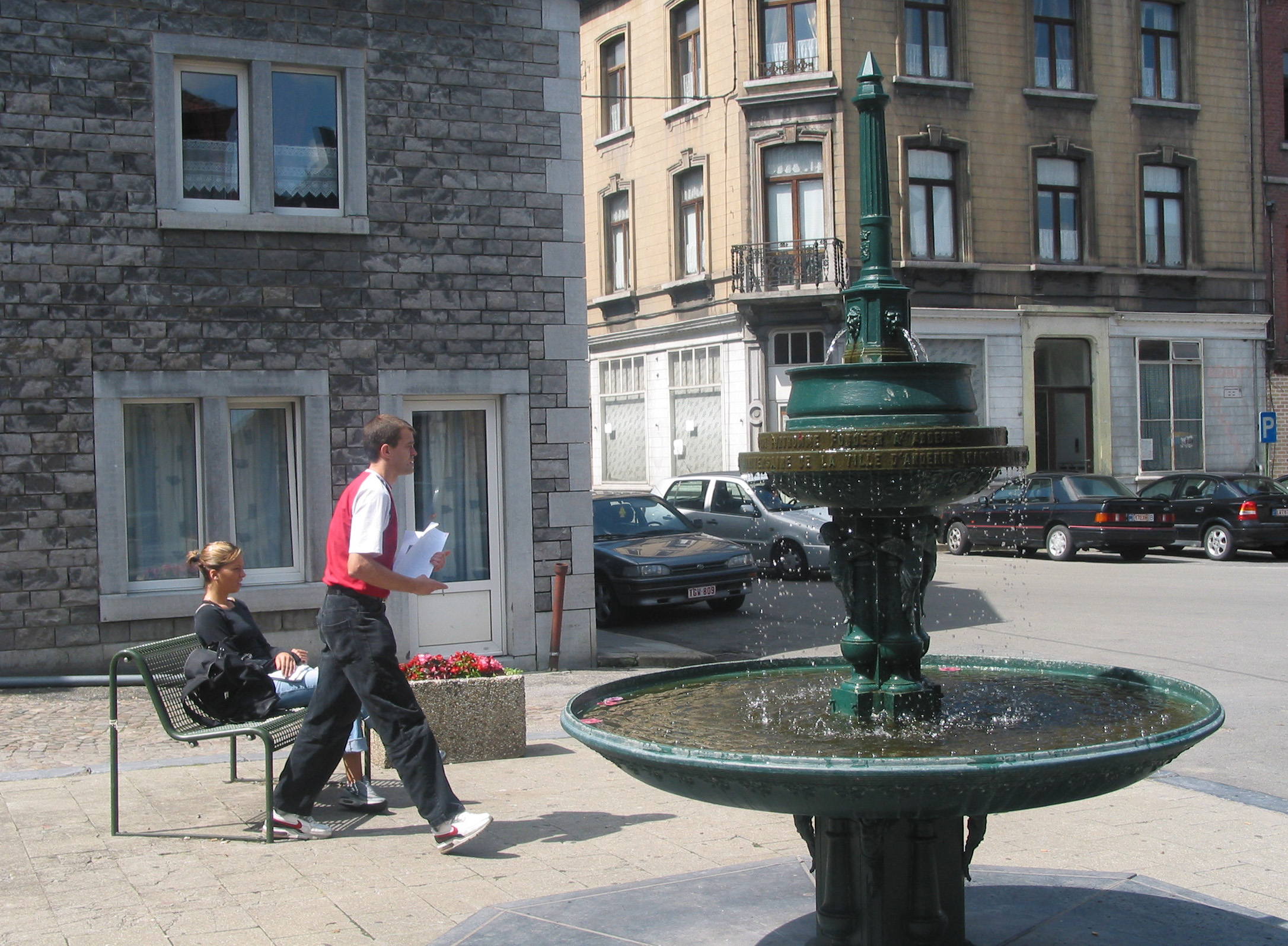
Plaza principal - La Fuente del Perron (1992).
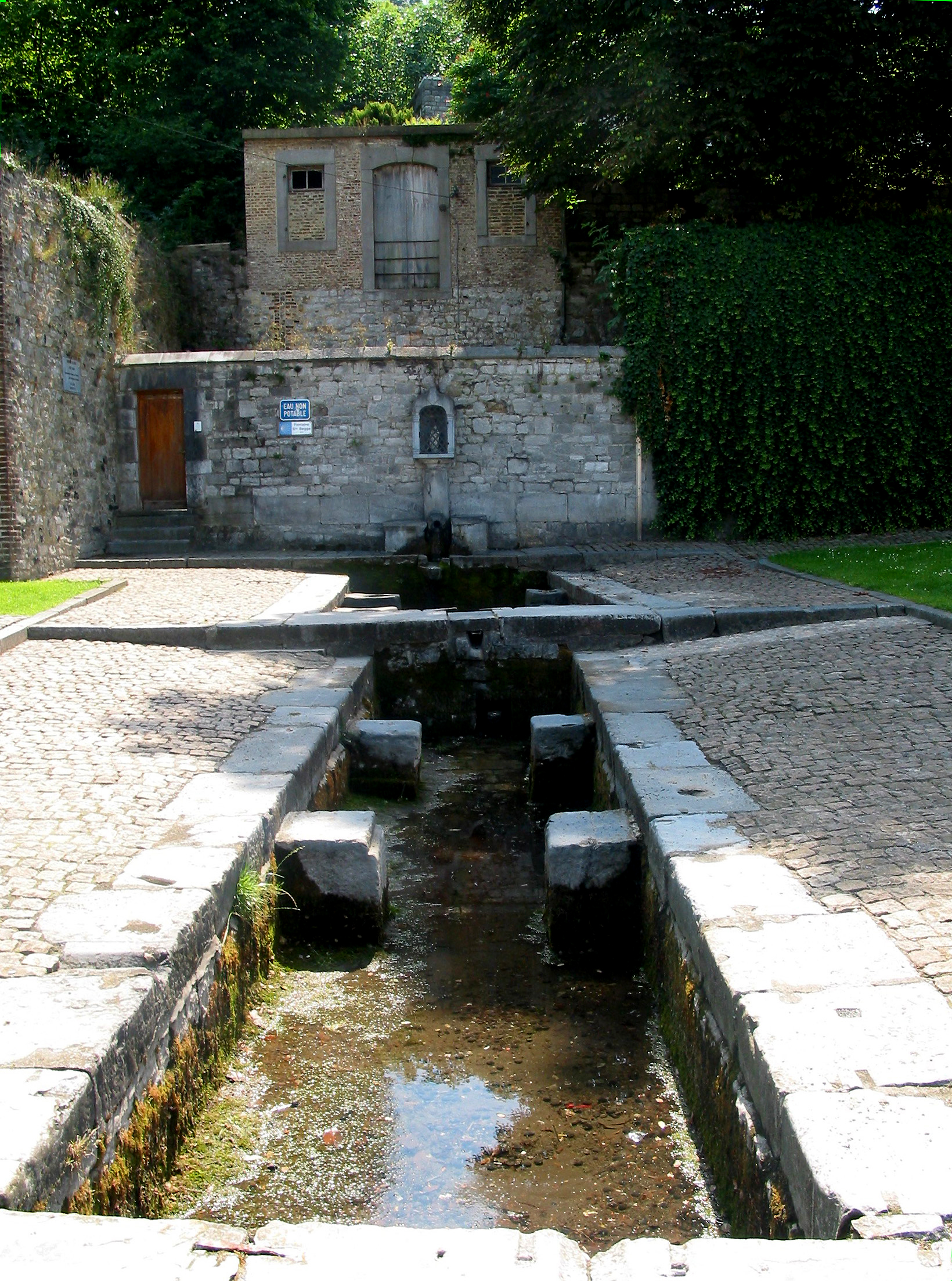
La Fuente de Santa Begga (data de 1637).
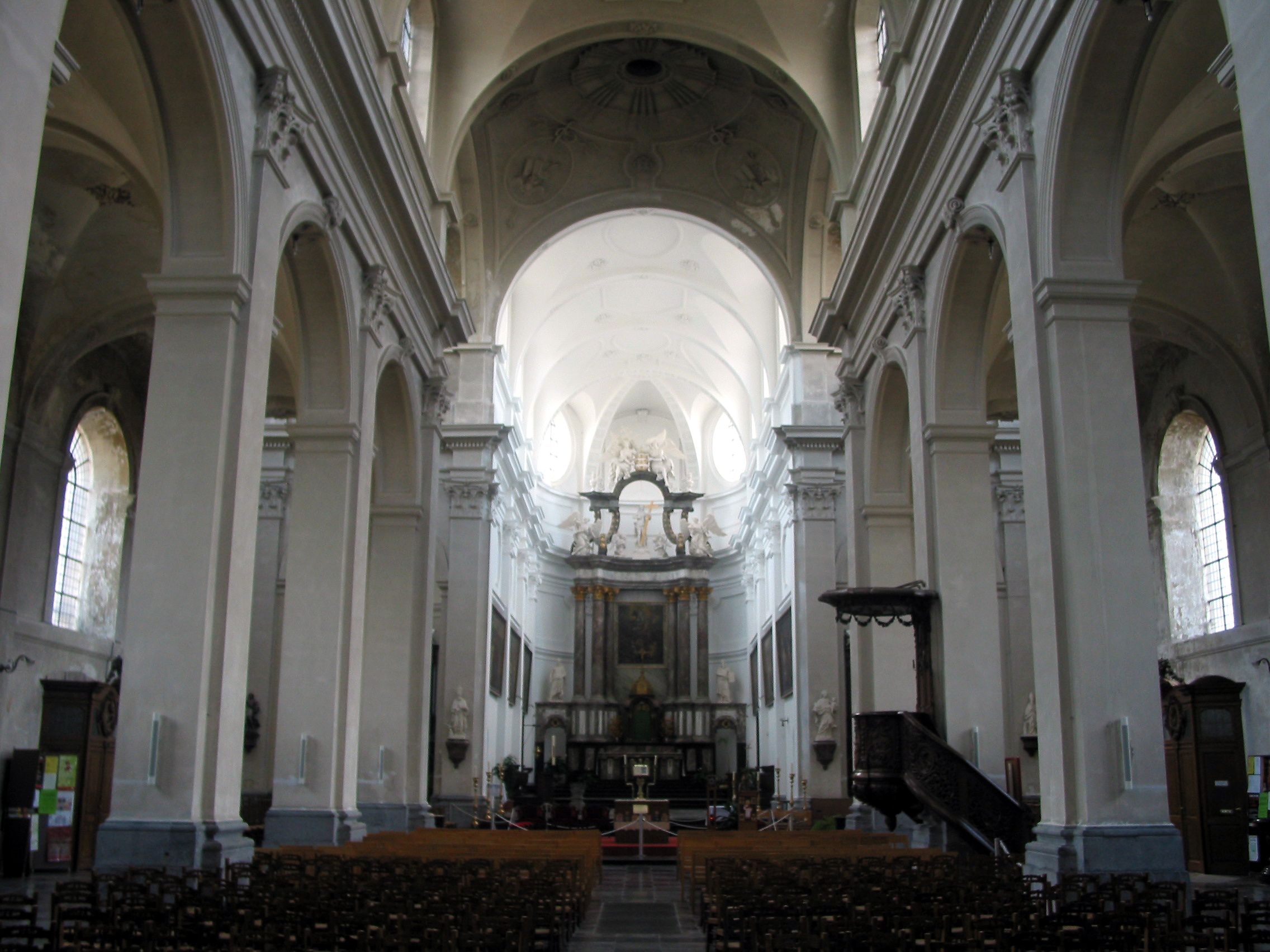
Interior de la colegiada Santa-Begga.
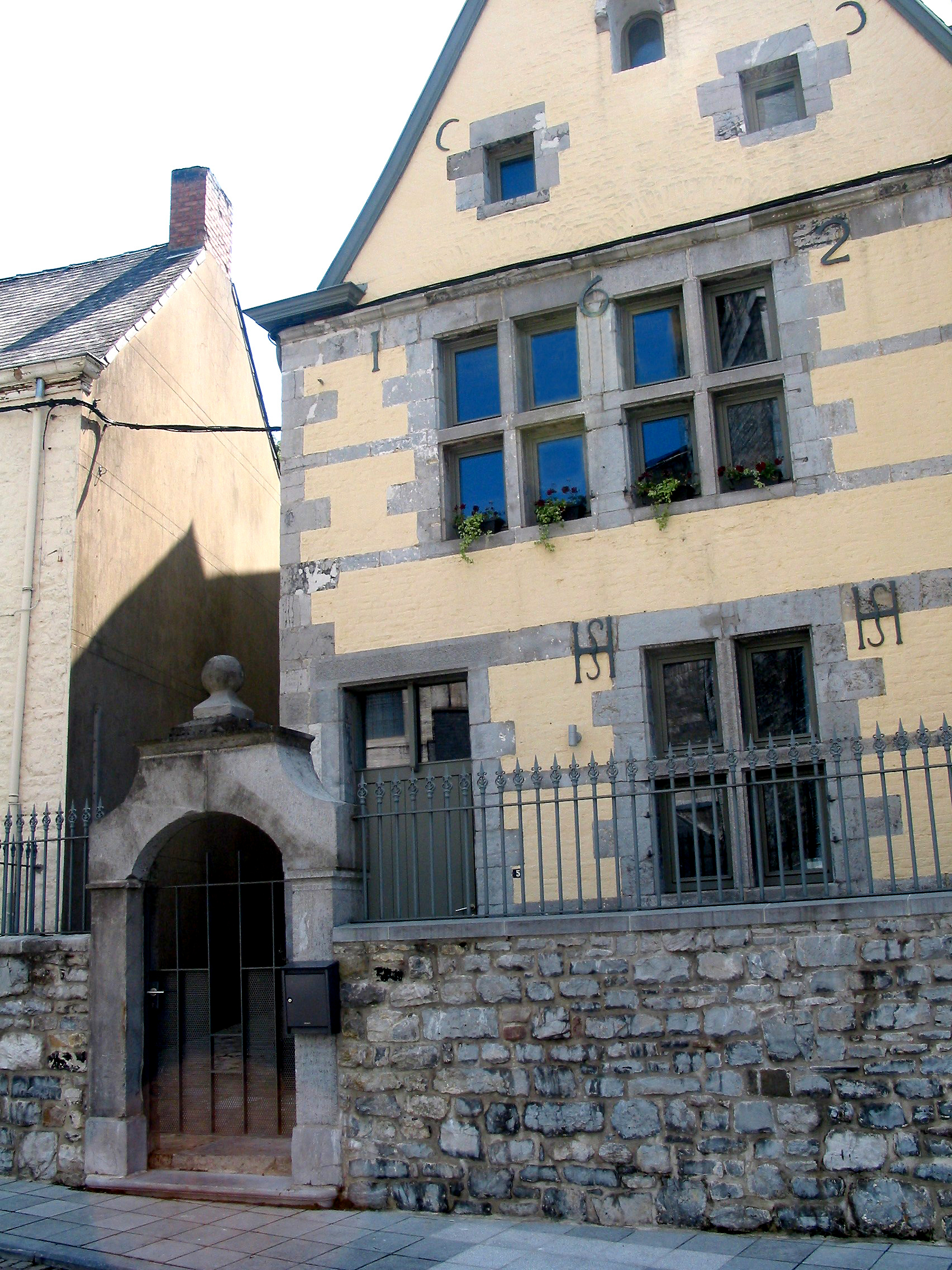
Casa llamada de Santa Begga" (1623).
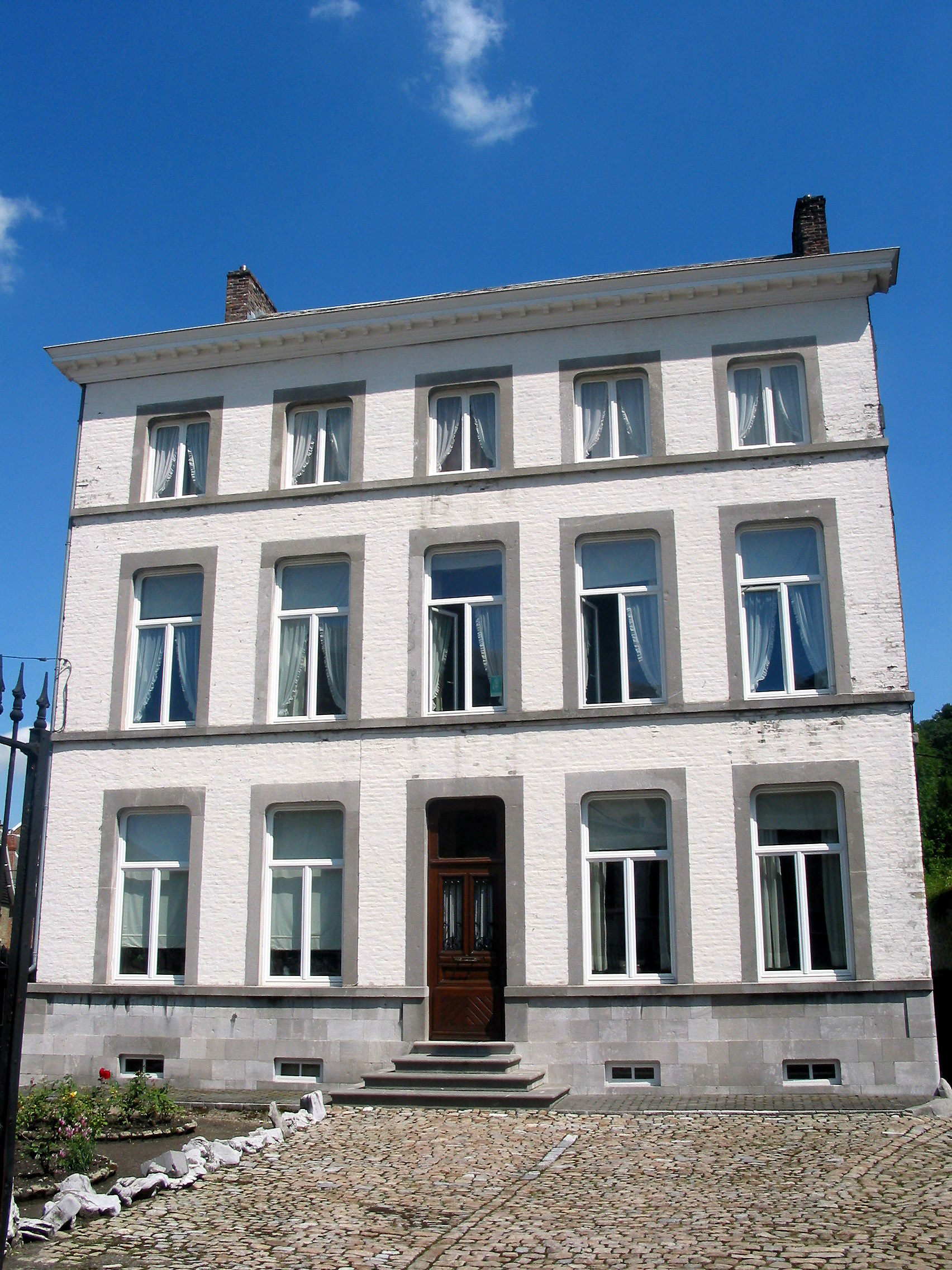
Casa clásica llamada de las canónigas.
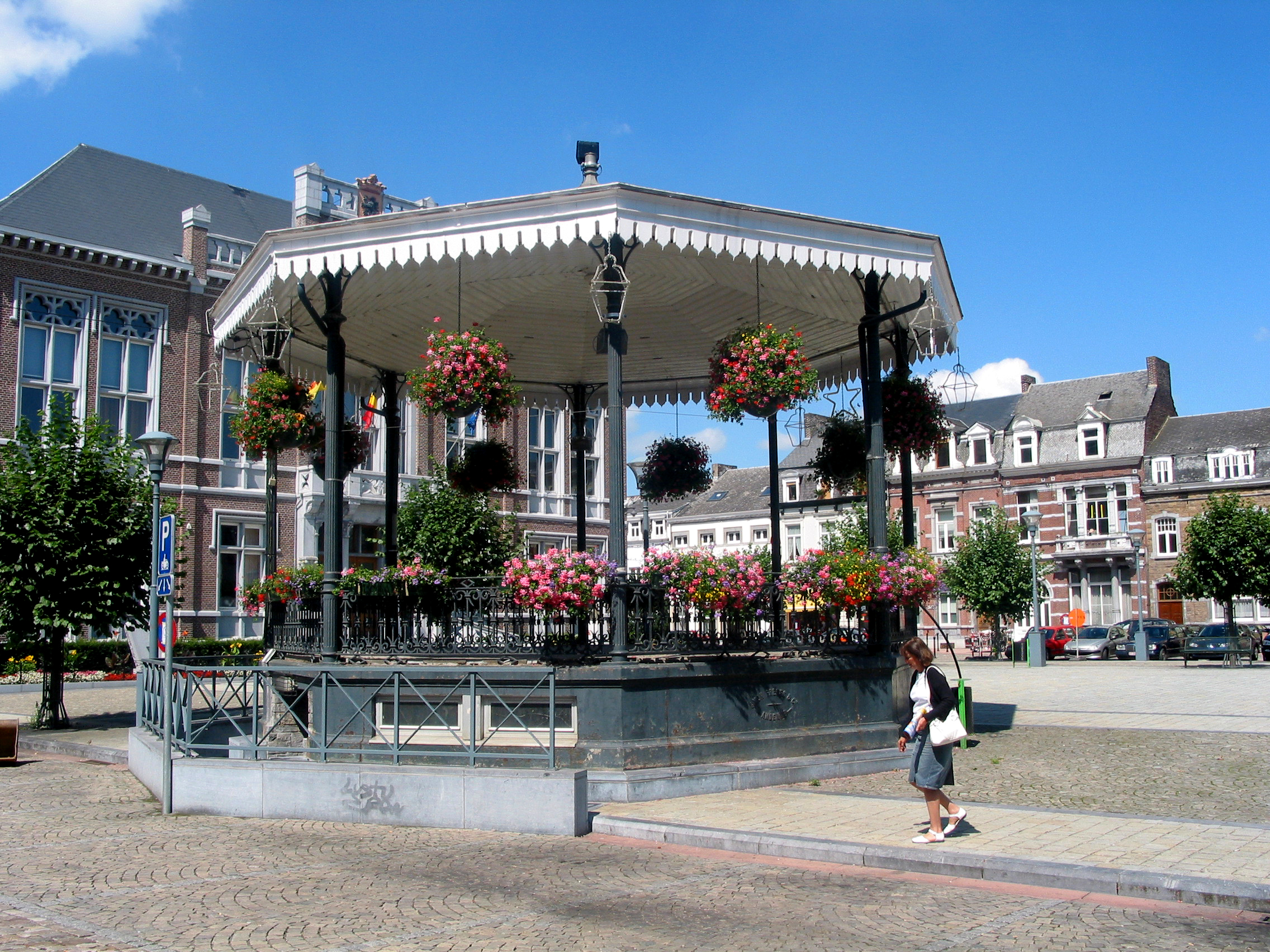
Plaza de los Tilleuls - El kiosco (1879).
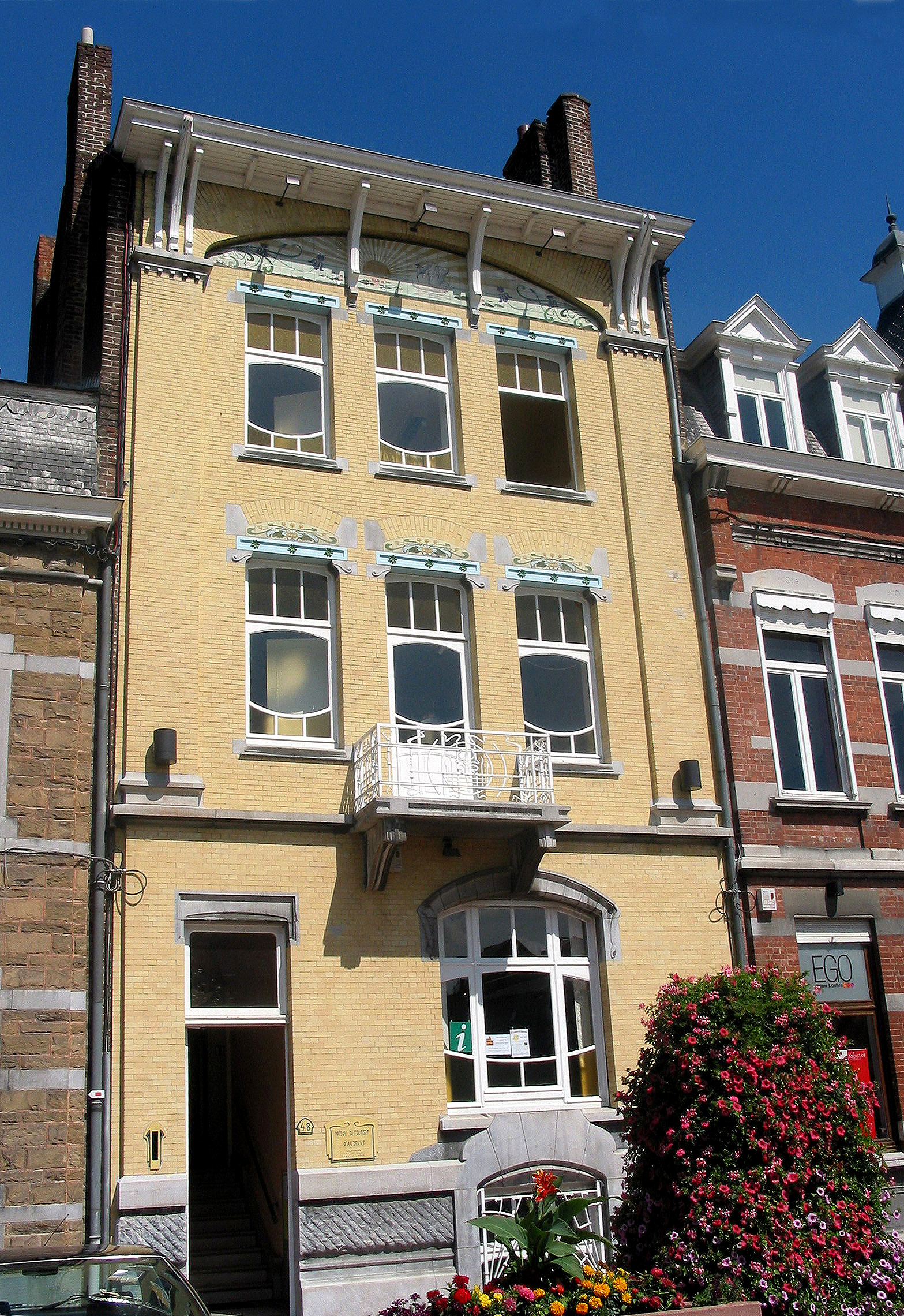
Oficio de Turismo - "Art Nouveau" (1907).
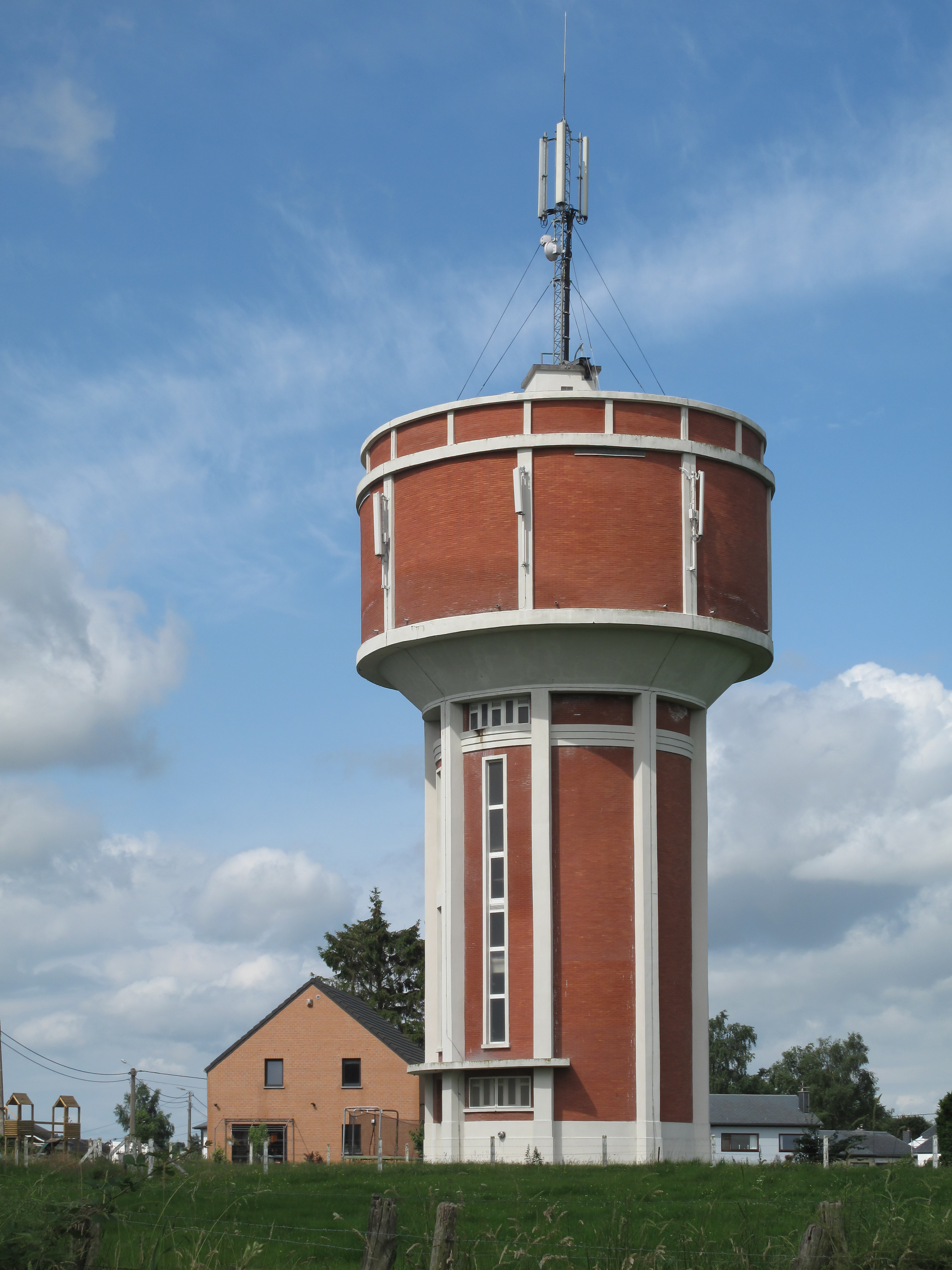
Torre de agua en Vezin
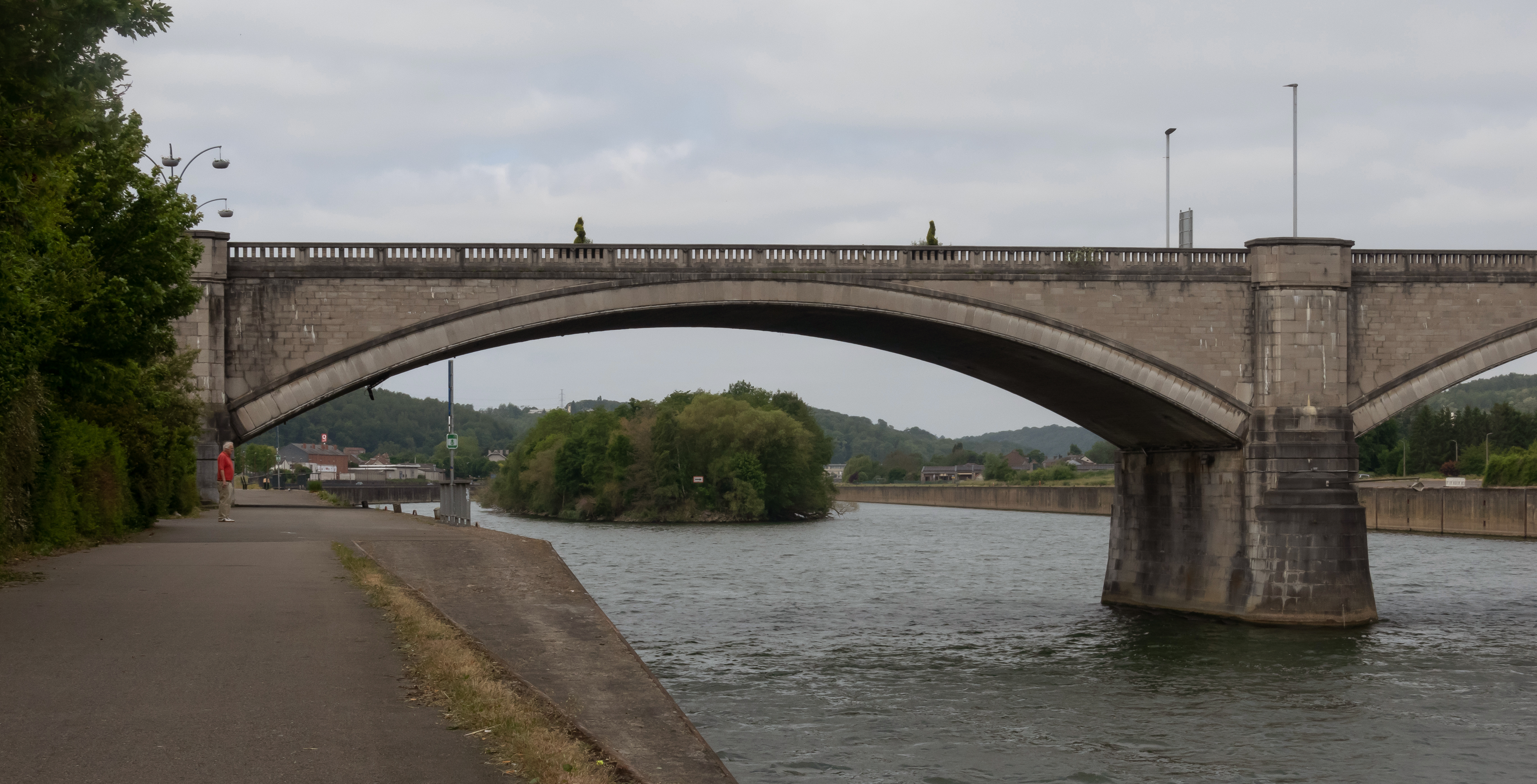
El puente: Pont d'Andenne

- Wikimedia Commons alberga una categoría multimedia sobre Andenne.

- Datos: Q333466
- Multimedia: Andenne / Q333466

1. ↑  Worldpostalcodes.org, código postal n.º 5300.